# Canal Académies
Pour les articles homonymes, voir Canal.
Canal Académies (anciennement Canal Académie) est la plateforme audiovisuelle de l'Institut de France. Elle a été créée en janvier 2004 par Jean Cluzel avec le soutien de Pierre Messmer, alors chancelier de l'Institut de France.
Les studios sont situés à l'Institut de France (23 quai de Conti à Paris).

## Histoire
Canal Académie commence à diffuser ses programmes le 26 janvier 2005.
Le fondateur, Jean Cluzel, estimait, dans un discours prononcé à la Sorbonne le 6 mars 2008, que l'Institut poursuivait ainsi la mission qui lui avait été confiée en 1795 : Canal Académies doit rendre les savoirs, travaux et réflexions des académiciens accessibles au monde entier, y compris aux territoires qui n'ont guère la chance d'accéder facilement à la connaissance : « Depuis le début des années 60 du siècle dernier, la télévision est devenue la source quasi monopolistique des informations et des connaissances. Se sont, du même coup, trouvées éliminées toutes les étapes de la pensée et du questionnement. Or, c’est une situation de régression intellectuelle que de ne pas nuancer le propos, de ne pas expliquer comment on en est arrivé aussi prestement à conclure, sans laisser place ni à la critique ni au débat ».
En 2012, Jean-Robert Pitte devient le Président de Canal Académies. Début 2013, il annonce sur le site la suspension des émissions en raison d'une grave crise budgétaire. Fin octobre 2013, une nouvelle formule hebdomadaire reprend sans atteindre toutefois le niveau de production de la fin des années 2000. En mai 2021, l'Institut de France met en ligne une nouvelle version du site, appelé désormais Canal Académies, en inscrivant ce média dans l’univers du podcast,.

## Mission
La plateforme propose en 2021 6000 archives sonores, une médiathèque de tous les enregistrements réalisés depuis l'origine.
La plateforme relaie également les activités de l'Institut de France.
Canal Académies édite depuis 2006 une lettre d'information hebdomadaire.

## Thèmes musicaux des génériques des émissions
| Émission           | Compositeur         | Morceau                                                     | Interprète               | ASIN       |
| ------------------ | ------------------- | ----------------------------------------------------------- | ------------------------ | ---------- |
| Au fil des pages   | Sergueï Rachmaninov | Concerto No. 1 in F-Sharp Minor, Op. 1: III. Allegro Vivace | Howard Shelley           | B0023M9MGG |
| Carrefour des arts | Antonio Vivaldi     | Concerto in B Minor, Rv441 : I. Allegro Non Molto           | Jean-Christophe Spinosi  | B000076H2W |
| Les chroniques     | Frédéric Chopin     | Etude No. 2 in A Minor, Op. 10                              | Jean-Frédéric Neuburger  | B00AJEO3O6 |
| A voix lue         | Leonard Bernstein   | West Side Story - Maria                                     | Katia & Marielle Labèque | B004R6ML2I |